# Middle River (Trembleur Lake)
Der Middle River (Dakelh: Dzitl’ainli Koh) ist ein etwa 22 km Fluss im Omineca Country im Nordwesten des British Columbia Interior in Kanada. Der Middle River hat den Status eines British Columbia Heritage River.

## Flusslauf
Der Middle River bildet den Abfluss des Takla Lake, fließt in südöstlicher Richtung und mündet in den Trembleur Lake.
Er hat eine Länge von  . Der Fluss bildet einen Abschnitt der Lachswanderung, die den Fraser River, den Nechako River, anschließend den Stuart River hinauf bis zum Takla Lake führt. Die unvollendete Dease Lake Extension der British Columbia Railway verläuft am linken (nördlichen) Flussufer. Die Siedlung Middle River, welche das Dzitline Lee Indian Reserve 9 beinhaltet, liegt an der Mündung des Flusses in den Trembleur Lake. O K’Ay Wha Cho 26, ein weiteres Indianerreservat, befindet sich am Westufer des Middle River.